# کبوتر شاهی دم‌ارغوانی
کبوتر شاهی دم‌ارغوانی (نام علمی: Ducula rufigaster) گونه‌ای از پرندگان خانواده کبوتران است که در گینه نو یافت می‌شود.
زیستگاه طبیعی آن جنگل‌های جلگه‌ای نمناک نیمه‌گرمسیری یا گرمسیری است.
گاهی تحت تأثیر انگل‌های Gunabopicobia قرار می‌گیرد.

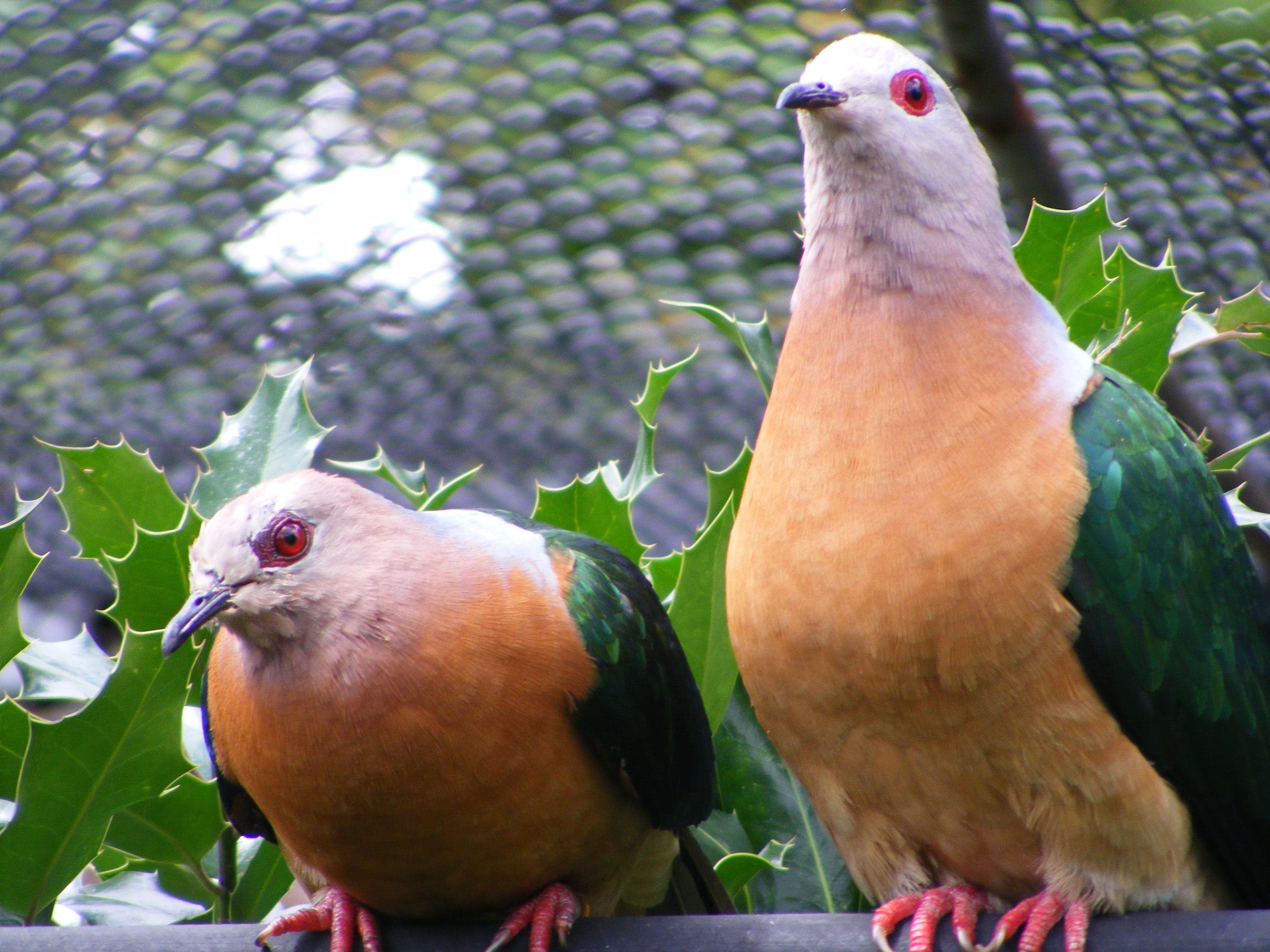
در باغ وحش لندن